# Jeff Brooks (basket-ball)
Pour les articles homonymes, voir James Brooks et Brooks.
Jeff Brooks, né le 12 juin 1989 à Louisville dans le Kentucky, est un joueur américano-italien de basket-ball évoluant aux postes d'ailier et d'ailier fort.

## Biographie
Brooks n'est pas drafté en 2011 à la sortie de ses quatre années dans l'équipe universitaire des Nittany Lions de Penn State. Il part alors en Europe et joue à l'Aurora Basket Jesi, un club de deuxième division italienne.
Brooks remporte l'EuroCoupe 2016-2017 avec l'Unicaja Málaga.
Marié à une Italienne, Brooks obtient la nationalité italienne en 2017.
En juin 2018, il est sélectionné pour la première fois en équipe nationale italienne. Le même mois, Brooks rejoint l'Olimpia Milan.
En juillet 2021, Brooks s'engage avec le Reyer Venise pour plusieurs saisons.